# 이임택
이임택(李林澤, 1940년 3월 28일~2024년 11월 1일)는 대한민국의 기업인이다. 출생지는 전남 장흥, 본관은 인천(仁川).

## 학력
- 1960년 광주고등학교 졸업
- 1965년 서울대학교 전기공학과 졸업
- 1973년 서울대학교 경영대학원 생산관리학 석사과정 수료
- 1987년 서울대학교 대학원 전력계통 석사
- 1988년 캐나다 Banff School MBA
- 1995년 서울대학교 대학원 전지공학 박사

## 경력
- 1965년 ~ 1969년 한국비료
- 1969년 ~ 1973년 호남전력 대리, 과장
- 1973년 ~ 1977년 훼어차일드 세미콘덕터 한국회사 과장
- 1977년 현대엔지니어링 입사
- 1991년 현대엔지니어링 전무이사
- 1994년 한국엔지니어클럽 전기분과 회원
- 1995년 현대엔지니어링 부사장
- 1997년 한국프로젝트관리기술회 부회장
- 1998년 현대엔지니어링 플랜트사업본부장 부사장
- 1999년 1월 ~ 1999년 5월 현대엔지니어링 대표이사
- 1999년 3월 한국-페루 경제협력위원회 위원장
- 1999년 6월 현대건설 엔지니어링사업본부장 부사장
- 2000년 1월 현대건설 엔지니어링 자문역
- 2000년 1월 한국공학교육기술학회 부회장
- 2000년 1월 한국공학한림원 회원
- 2001년 3월 한국엔지니어클럽 이사
- 2001년 4월 ~ 2004년 3월 한국남부발전 초대 사장
- 2007년 ~ 2017년 한국풍력산업협회 이사장 회장
- 2007년 ~ 2017년 한신에너지 회장
- 2017년 한국풍력산업 대표이사 회장
- 숭실대학교 통상대학원 겸임교수

## 상훈
- 1985년 2월 우수관리자상 현대Eng. 사장
- 1991년 12월 현대그룹회장 표창장
- 1993년 12월 현대그룹회장 표창장
- 1995년 12월 현대그룹회장 표창장
- 2003년 제18회 올해의 신상업경영인 기술 부문, 신산업경영대상 시상위원회
- 2003년 제27회 국가생산성혁신대회 은탑산업훈장

## 가족 관계
- 배우자: 김순자(金順子, 1938년 6월 12일 ~ )	 	 
  - 장녀: 이영미(李英美, 1966년 ~ )
  - 장남: 이용권(李龍權, 1968년 ~ )
  - 차녀: 이희진(李喜珍, 1970년 ~ )
  - 삼녀: 이소진(李소珍, 1974년 ~ )